# (535) Монтегю
(535) Монтегю (англ. Montague) — астероид главного пояса, который принадлежит к спектральному классу C. Он был открыт 7 мая 1904 года американским астрономом Раймондом Дуганом в Обсерватории Хайдельберг-Кёнигштуль. Назван в честь родного города первооткрывателя Монтегю.